# Johan August Rothe
Johan August Rothe, auch Johann August Rothe, (* 1734 in Altenburg, Thüringen; † nach 1801 wohl in Hamburg) war ein deutscher Zimmer-, Tischler- und Baumeister.

## Leben
Der Kaufmann Heinrich Carl Graf von Schimmelmann (1724–1782), der damals als reichster Mann Europas galt, holte Rothe 1757 ins holsteinische Ahrensburg und beauftragte ihn 1760 zunächst mit dem Bau eines Brauhauses.
Anschließend war Rothe für den Innenausbau des Schimmelmannschen Schlosses Ahrensburg verantwortlich, das seit 1766 von seinem sächsischen Landsmann, dem Baumeister Carl Gottlob Horn (1734–1807), aufwändig umgebaut wurde. Horn stand wie Rothe damals in ausschließlich Schimmelmannschem Dienst.
Von seinem Verdienst kaufte sich Rothe 1773 das seit 1761 von der dänischen Krone verwaltete Reinfelder Schloss für 5001 Taler zum Abbruch. Das Abbruchmaterial wurde zum Teil in Lübeck zum Bau der Puppenbrücke verwandt. In Reinfeld baute er nach Entwürfen des Lübecker Stadtbaumeisters und Bauhofmeisters Johann Adam Soherr (1706–1778) in den Jahren 1774–1775 ein Beamten-Wohnhaus und zwei Wirtschaftsgebäude. Doch 1785/1786 musste er Konkurs anmelden.
Am 12. Januar 1786 wurde Rothe mit dem Neubau der St. Nicolai-Kirche zu Wöhrden (Dithmarschen) beauftragt, die, nun im barocken Stil errichtet, am 21. September 1788 feierlich eingeweiht werden konnte. Anschließend baute er 1790 die „Kapelle des Heiligen Kreuzes“ in Altenwalde bei Cuxhaven.
Ab 1797 wohnte Rothe in Hamburg, wo er 1801 das Bürgerrecht erhielt.